# Badama (poddystrykt)
Badama – jedna z 4 jednostek administracyjnych trzeciego rzędu (nahijja) dystryktu Dżisr asz-Szughur w muhafazie Idlib w Syrii.
W 2004 roku poddystrykt zamieszkiwało 18 501 osób.